# Lista dos atuais campeões mundiais na National Wrestling Alliance

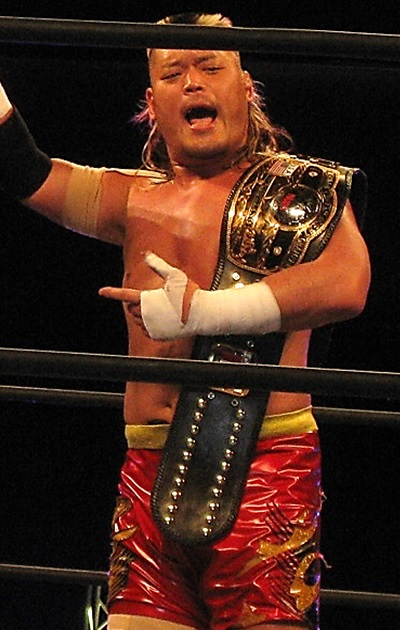
Hiroyoshi Tenzan enquanto Campeão Mundial dos Pesos-Pesados da NWA entre 14 de fevereiro e 29 de agosto de 2015.

Esta é uma lista dos atuais campeões mundiais na National Wrestling Alliance (NWA). São três os campeonatos mundiais individuais em atividade: Campeonato Mundial dos Pesos-Pesados da NWA, o Campeonato Mundial dos Pesos-Pesados Junior da NWA e o Campeonato Mundial Feminino da NWA, além de um título de duplas: o Campeonato Mundial de Duplas da NWA, e portanto, são cinco os lutadores que possuem esses títulos. A lista inclui o número de vezes que o lutador foi campeão, data e local da vitória e a descrição da conquista.
Como corpo governante, a National Wrestling Alliance outorga a promoções filiadas o direito de promover títulos e sanciona a utilização de títulos mundiais, nacionais e regionais. Enquanto as promoções filiadas utilizam campeonatos próprios (reginais e nacionais), a NWA promove campeões mundiais, que defendem o título em diversas empresas filiadas.
O principal é o Campeonato Mundial dos Pesos-Pesados, que tem como campeão Nick Aldis. Ele derrotou Tim Storm na CZW Cage of Death 19 em 9 de dezembro de 2017 para conquistar o cinturão. O Campeão Mundial dos Pesos-Pesados Junior é Barrett Brown, que conquistou o título ao derrotar Mr. USA em 12 de agosto de 2017. Rob Terry e Kazushi Miyamoto são os atuais Campeões Mundiais de Duplas, estando em seu primeiro reinado, após derrotarem The Iron Empire (Matt Riviera e Rob Conway) na Diamond Stars Wrestling em 23 de fevereiro de 2017. Já a Campeã Mundial Feminina é Jazz, estando em seu primeiro reinado. Para conquistá-lo, ela venceu uma luta Triple Threat envolvendo a então campeã Amber Gallows, bem como Christi Jaynes, em 16 de setembro de 2016.

## Campeões
| Campeonato                                         | Atual(ais) campeão(ões) | Atual(ais) campeão(ões)      | Reinado | Data da vitória         | Mantém o título há (em dias) | Local                | Notas                                                                                      | Ref.  |
| -------------------------------------------------- | ----------------------- | ---------------------------- | ------- | ----------------------- | ---------------------------- | -------------------- | ------------------------------------------------------------------------------------------ | ----- |
| Campeonato Mundial dos Pesos-Pesados da NWA        |                         | Nick Aldis                   | 1       | 9 de dezembro de 2017   | 2658                         | Sewell, Nova Jérsei  | Derrotou Tim Storm na CZW Cage of Death 19.                                                | [ 5 ] |
| Campeonato Mundial dos Pesos-Pesados Junior da NWA |                         | Barrett Brown                | 1       | 12 de agosto de 2017    | 2777                         | Dyersburg, Tennessee | Derrotou Mr. USA.                                                                          |       |
| Campeonato Mundial de Duplas da NWA                |                         | Kazushi Miyamoto e Rob Terry | 1       | 23 de fevereiro de 2017 | 2947                         | Tóquio, Japão        | Derrotaram The Iron Empire (Matt Riviera & Rob Conway).                                    |       |
| Campeonato Mundial Feminino da NWA                 |                         | Jazz                         | 1       | 16 de setembro de 2016  | 3107                         | Sherman, Texas       | Derrotou a então campeã Amber Gallows, bem como Christi Jaynes, em uma luta Triple Threat. | [ 4 ] |